# Face the Heat
Face the Heat és el 13è àlbum d'estudi del grup de Heavy Metal alemany Scorpions, publicat el 1993. En aquest any ja tenien 16 àlbums, entre recopilatoris, LP i àlbums d'estudi.
Va ser produït pel grup i després per en Bruce Fairbairn. Va ser publicat per la discogràfica PolyGram. Aquest àlbum marca la posició política del grup amb "Alien Nation"; que parla sobre la reunificació d'Alemanya. En aquest àlbum, el grup s'enganxa als estils de l'època i fins a l'àlbum Unbreakable del 2004, no tornen al seu estil.

## Llista de cançons
- 1. Alien Nation - 5:42
- 2. No Pain No Gain - 3:55
- 3. Someone to Touch - 4:28
- 4. Under the Same Sun - 4:52
- 5. Unholy Alliance - 4:54
- 6. Woman - 5:55
- 7. Hate to Be Nice - 3:33
- 8. Taxman Woman - 4:30
- 9. Ship of Fools - 4:15
- 10. Nightmare Avenue
- 11. Lonely Nights - 4:50
- 12. Destin (com a la ciutat a Florida) (cançó extra a Europa) 3:13
- 13. Daddy's Girl (cançó extra a Europa) - 4:17
- Kami O Shin Juru (cançó extra a Àsia)
- (Marie's the Name) His Latest Flame (cançó oculta en la versió als EUA) (Pomus-Shuman)

## Formació
- Klaus Meine: Cantant
- Rudolf Schenker: Guitarra
- Matthias Jabs: Guitarra
- Herman Rarebell: bateria
- Ralph Rieckermann: Baix
- Teclat: John Webster
- Teclat addicional (Woman and Lonely Nights): Luke Herzog
- Productor: Bruce Fairbairn i Scorpions

## Èxits

### Àlbum
Billboard (Amèrica del Nord)
| Any  | Tipus             |     |
| ---- | ----------------- | --- |
| 1993 | The Billboard 200 | #24 |

### Singles
| Any  | Cançó                | Tipus                  | Posicions |
| ---- | -------------------- | ---------------------- | --------- |
| 1993 | "Alien Nation"       | Mainstream Rock Tracks | #10       |
| 1993 | "Woman"              | Mainstream Rock Tracks | #15       |
| 1994 | "Under The Same Sun" | Mainstream Rock Tracks | #16       |